# Ansonia lumut
Espèce
Ansonia lumut est une espèce d'amphibiens de la famille des Bufonidae.

## Répartition
Cette espèce est endémique du Terengganu en Malaisie. Elle se rencontre sur le Gunung Tebu et le Gunung Lawit.

## Description
Les mâles mesurent de 21,0 à 23,6 mm et les femelles de 27,7 à 31,6 mm.

## Publication originale
- Chan, Wood, Anuar, Muin, Quah, Sumarli & Grismer, 2014 : A new species of upland stream toad of the genus Ansonia Stoliczka, 1870 (Anura: Bufonidae) from northeastern peninsular Malaysia. Zootaxa, no 3764 (4), p. 427–440.